# Промышленность Республики Корея
Промышленность Республики Корея  — промышленный потенциал Республики Корея, составляющий треть от всего производства в экономике страны.
За период с 1976 по 2006 гг. средний рост валового национального продукта составил 9 %. Доля промышленного производства в экономике страны поднялась с 21,5 % в 1970 году до 28,9 % в 1997 году. Крупнейшими отраслями промышленности являются производство электроники, кораблестроение, автомобильная промышленность, строительство и текстильная промышленность.

## Добывающая промышленность
Южная Корея — относительно бедная полезными ископаемыми страна. Имеются небольшие запасы каменного угля, урана.
Добыча каменного угля упала с 2228 тыс. ТНЭ в 1995 году до 1718 тыс. ТНЭ в 2001 году.

## Нефтехимическая промышленность
Несмотря на то что южнокорейская нефтехимическая промышленность является достаточно молодой (её развитие началось в 70-х годах XX века), она является одной из важнейших отраслей экономики страны. Спрос на продукцию нефтехимической отрасли с конца 1980-х годов рос в полтора раза быстрее, чем валовый национальный продукт страны.
Три крупных промышленных комплекса расположены в Ульсане, Ечхоне и Тэсане. Ульсанский комплекс имеет три установки для крекинга сырой нефти, способные производить 1130 тыс. тонн этилена ежегодно. В Ечхоне находятся пять установок для крекинга, производящих 2890 тыс. тонн этилена ежегодно, также три установки находятся в Тэсане, они производят 1680 тыс. тонн этилена ежегодно.
В 2002 году производство трёх основных типов продукции отрасли — синтетических смол, синтетических волокон и синтетических каучуков — составляло 16 902 тыс. тонн, что на 6,0 % больше, чем в 2001 году. Из них 8 947 тыс. тонн, или 57,7 %, потреблялось на внутреннем рынке (годовой прирост 7,6 %) и 7 145 тыс. тонн, или 42,3 %, ушло на экспорт (прирост 4,1 %). Общий объём экспорта в денежном эквиваленте составил $9 265 млн, что на 10,4 % больше, чем в 2001 году.
Спрос и предложение на продукцию южнокорейской нефтехимической промышленности (в тыс. т, %):
|              | 1996   | 1997   | 1998   | 1999   | 2000   | 2001   | 2002   | Годовой рост (1996—2002, средний) |
| Производство | 10 290 | 12 491 | 13 414 | 14 458 | 14 882 | 15 183 | 16 092 | 7,7                               |
| Экспорт      | 3 580  | 4 887  | 6 671  | 6 201  | 6 599  | 6 868  | 7 145  | 12,2                              |
| Импорт       | 1 297  | 1 298  | 952    | 1172   | 1225   | 1156   | 1371   | 1,1                               |
| Спрос        | 8008   | 8902   | 7695   | 9429   | 9508   | 9473   | 10 318 | 4,3                               |

Примечание: включены синтетические смолы, синтетические волокна и синтетические каучуки.

## Металлургия
Южнокорейская металлургическая промышленность пережила кризис 1997 года относительно легко, достигнув предкризисного уровня производства уже в 1999 году.
Производство необработанной стали выросло с 38,9 млн тонн в 1996 году до 41 млн тонн в 1999 году, в результате чего Южная Корея стала шестым в мире производителем стали. Доля металлургии в общей структуре экономики также повысилась, достигнув 7 % в 1998 году. Доля в добавленной стоимости повысилась до 5,9 %. Общий спрос на металлургическую продукцию рос на 11,7 % в год в период с 1996 по 1999 годы и на 6,9 % в период с 2000 по 2002 годы, достигнув уровня 53,8 млн тонн в 2002 году. Внутренний спрос рос ещё более высокими темпами — на 12,4 % в год с 1998 по 2002 годы. В 2002 году производство стали достигло 51,1 млн тонн.

## Автомобильная промышленность

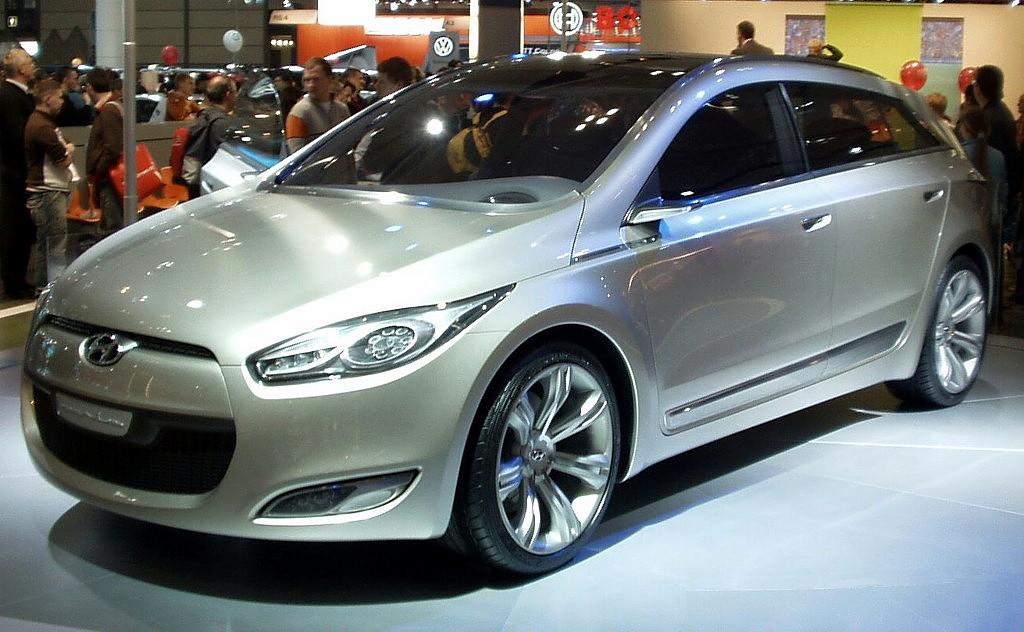
Концепт-кар компании Hyundai

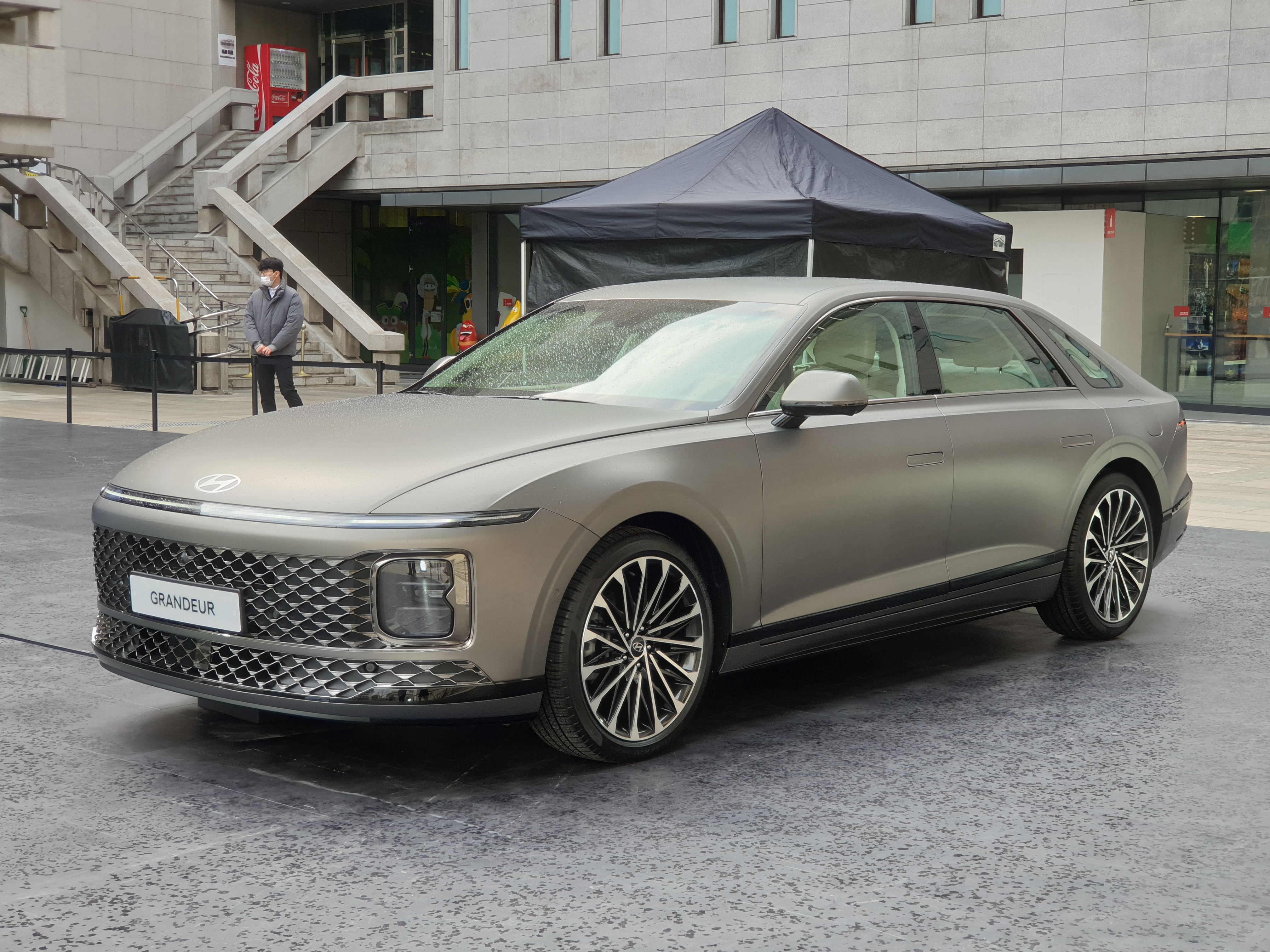
Hyundai Grandeur

Автомобильная промышленность Южной Кореи — одна из крупнейших в Азии и мире. В последние годы страна производит до 4,5 миллионов автотранспортных средств в год, из которых 1,5—2 миллиона экспортируется. Южная Корея занимает 5-е — 6-е место в мире и 3-е — 4-е место в Азии (деля его с Индией после Китая и Японии), её доля составляет более 5 % мирового производства, а её автомобили широко известны в Азии и Европе (в т. ч. в России).
Автопром Южной Корей составляет 9,4 % всего объёма добавленной стоимости, 8,3 % всего экспорта и обеспечивает занятость 7,4 % всей рабочей силы страны. Южнокорейские автомобилестроительные компании активно действуют в мире, имеют много производств за пределами страны (в т. ч. в России и странах СНГ), а также реализуют лицензии для национальных автопроизводителей ряда стран.
Начало производству было положено в начале 1960-х годов, когда был принят первый пятилетний экономический план. С тех пор южнокорейская автомобильная промышленность стала одной из важнейших отраслей экономики, показывая высокие темпы роста и большие объёмы производства. В стране пять основных предприятий, производящих автомобильную продукцию — Hyundai Motor (Genesis), Kia Motors, KG Mobility, GM Korea Company (ранее Daewoo Motors) и Renault Korea Motors.

## Судостроение
Судостроение включает в себя конструирование, ремонт и конверсию всех видов кораблей и судов. Южнокорейское судостроение в настоящее время является одной из ключевых отраслей промышленности и базовым фактором в её развитии, так как подталкивает вперёд и смежные отрасли — металлургию, химическую промышленность, электронику и т. д.
Строительство судовых верфей начало свой рост в 1970-х годах. В 1973 году компания Hyundai Heavy Industries закончила строительство своей первой верфи. В 1978 году компания Daewoo Shipbuilding & Marine Engineering сдала в эксплуатацию свой первый док, а за ней в 1979 году это сделала и компания Samsung Heavy Industries. Сейчас эти три компании являются крупнейшими в стране в данном секторе экономики. Причём Hyundai Heavy Industries является крупнейшим производителем судов в мире.
В 1980-х годах кораблестроение продолжало бурный рост. Южная Корея стала вторым в мире производителем судов и кораблей
. Только во второй половине 80-х годов доля мирового рынка Южной Кореи выросла с 10 % до 25 %.
В 1990-х годах отрасль переживала качественный рост. Увеличивалась производительность труда и происходила аккумуляция новых технологий. В результате в 2002 году корейские судостроительные мощности страны оценивались в 6,8 млн CGT. Сильно выросла доля сложных и дорогих судов — крупнотоннажных контейнеровозов и нефтетанкеров, а также газовозов. Целенаправленная специализация привела к тому, что Корея приблизилась к завоеванию статуса монопольного производителя дорогостоящих судов — в 2005 году её доля в этом сегменте мирового судостроительного рынка достигла 59,3 % (для сравнения: японские компании в этой нише имеют 25,3 % — более чем вдвое меньше). Так, в 2005 году Корея увеличила свою долю на рынке крупнотоннажных нефтетанкеров на 6 % — до 42,4 %, а доля её участия в изготовлении судов для перевозки СПГ выросла на 0,1 % и составила 71,35 %.
В 2005 году Южная Корея получила заказы на постройку 339 судов общим тоннажом 14,5 млн CGT, или 38 % общемирового портфеля. В 2004 году доля Кореи в объёме новых заказов составляла 36 % — 441 корабль (16,9 млн CGT).

## Высокотехнологичное производство
Высокие технологии

### Электронная промышленность
В настоящее время Южная Корея занимает одно из первых мест в мире по производству потребительской электроники. Сейчас в стране, как и во всём мире, наблюдается тенденция к переходу на цифровые технологии, что повышает спрос на такие продукты как цифровые телевизоры, портативные цифровые аудиопроигрыватели и т. д. 
Крупнейшие компании в отрасли — LG, Samsung и Daewoo Electronics. Они производят практически весь спектр потребительской электроники, большая часть которой идёт на экспорт. Объём производства потребительской электроники составил 17,6 млрд долларов в 2002 году, экспорт составил 11 млрд долларов.
Телекоммуникационное оборудование, производящееся южнокорейскими компаниями — это, прежде всего, сотовые телефоны, хотя остальные сегменты также хорошо развиты. Это связано как с большим объёмом внутреннего рынка (который в 2002 году составил 27,9 млрд долларов), так и высоким спросом на южнокорейскую продукцию за рубежом (объём экспорта в 2002 году составил 22,3 млрд долларов). По данным Gartner, в июле — сентябре 2004 года Samsung Electronis, продав 22,9 млн мобильных телефонов, впервые опередила американскую компанию Motorola по числу проданных единиц, завоевав второе место (после финской Nokia), или 13,8 % всего мирового рынка терминалов.
Производство смартфонов.

#### Полупроводниковая промышленность
Полупроводниковая промышленность производит интегральные микросхемы и полупроводниковые приборы (такие как диоды и транзисторы). В Южной Корее данная отрасль является одной из важнейших в экономической структуре. Её бурное развитие началось в середине 1980-х годов. В результате, начиная с 1992 года, полупроводниковые изделия являются крупнейшей статьёй южнокорейского экспорта, составляя в нём 10 % (по состоянию на 2002 год).
Особенностью южнокорейской полупроводниковой промышленности является то, что она в большой степени зависит от спроса на чипов памяти, доля которых в общем объёме производства составляет 80-90 % (в других развитых странах эта доля колеблется от 10 % до 30 %). Полупроводниковая промышленность, особенно производство чипов памяти, сыграла ключевую роль в подъёме экономики страны после кризиса 1997 года. 
До сих пор Южная Корея является главным производителем чипов памяти в мире. Большая часть экспорта идёт в развитые страны: США, Японию, Евросоюз и страны ЮВА.
В период с 2000 по 2002 год южнокорейская полупроводниковая промышленность испытывала застой ввиду общемирового снижения спроса на полупроводниковую продукцию. Так, общее снижение объёма выпуска продукции в этот период составило около 10 млрд долларов (с 28,5 млрд до 18,2 млрд), однако уже в 2002 году был зафиксирован рост на 8,2 %, из-за увеличения спроса на некоторые виды микросхем, в частности на чипы памяти DRAM; экспорт в том же году вырос на 16 % (до 16,6 млрд долларов) по сравнением с предыдущим годом. 
Внутренний спрос на продукцию полупроводниковой промышленности вырос с 9 млрд в 2001 до 9,7 млрд в 2002 году (рост 7,7 %). Вырос также и объём импорта с 4,2 млрд до 8,6 млрд долларов.
Рынок оборудования для полупроводниковой промышленности Южной Кореи составил в 2002 году 1,9 млрд долларов, однако только 15 % из этой цифры составляет внутреннее производство, остальное импортируется. 

Материалы для полупроводниковой промышленности включают маски для фотолитографии, кремниевые подложки микросхем, фоторезисты и т. д. Объём внутреннего рынка материалов в 2002 году составлял 1,7 млрд долларов, половину этой суммы составил импорт из США и Японии (зависимость от поставок химреактивов (фоторезист, фторированный полиимид, фтористый водород) из Японии составляет 90 %). Зависимость от импорта полупроводниковых материалов в Южной Корее ниже, чем в Японии, однако выше, чем в США.
Осложнения в отношениях с Японией в 2019 г. привело к проблемам в работе промышленности.
В 2023 г. рост производства микросхем на 42 % по сравнению с предыдущим годом, что является самым высоким показателем с начала 2017 года; поставки выросли на 80 %, чего не наблюдалось с конца 2002 года.

## Лёгкая промышленность
Лёгкая промышленность

### Текстильная промышленность
Южнокорейская текстильная промышленность является экспортно-ориентированной — хотя страна покрывает около трети внутреннего спроса с помощью импорта, однако на экспорт идёт порядка двух третей производимой продукции. В общем объёме экспорта продукция текстильной отрасли держит 9,7 %, а торговый баланс в 2001 году составил 11,2 млрд долларов.
Отрасль сравнительно легко оправилась от последствий кризиса 1997 года, выйдя на докризисный уровень производства уже в 1999 году. Однако начиная с 2001 года объём экспорта начал постепенно снижаться. Основную причину этого эксперты видят в понижении цен — южнокорейским производителям стало трудно конкурировать с местными компаниями. Объём экспорта в период между январём и июнем 2003 года составил 7,3 млрд долларов, что на 2 % ниже, чем за год до этого. Объём производства также сократился на 3,5 %. Импорт одежды за тот же период, напротив, вырос на 21 %. Общий объём импорта текстильной продукции составил 2,26 млрд долларов, что на 9,1 % больше, чем за год до этого.
По экспорту текстильной продукции Южная Корея занимает пятое место в мире после Китая, Италии, Германии и США. По объёму производства страна располагается на седьмом месте.
Большая часть инвестиций в текстильную отрасль, которые делает Южная Корея, идёт в Китай, кроме того, делаются инвестиции в текстильную отрасль США, Вьетнама, Филиппин, Индонезии, Гватемалы, Гондураса, Бангладеш и Шри-Ланки. Прямые инвестиции в текстильную промышленность других стран в период с 1987 по 2002 год выросли в 110 раз. Количество работников отрасли в период с 1990 по 2001 год уменьшилось на 38,7 % — с 605 тыс. до 371 тыс. Объём добавленной стоимости текстильной промышленности упал с 8,6 трлн вон в 1989 году до 5,5 трлн вон в 2001 году.

## Пищевая промышленность
Пищевая промышленность